# 戸田歩
戸田 歩（とだ あゆみ、1983年3月28日 - ）は、日本のグラビアアイドル。愛知県名古屋市出身。
上場企業の元受付嬢という、グラビアアイドルとしては異色の経歴を持つ。

## 人物・来歴
- 名古屋生まれの、名古屋育ち。
- 中日ドラゴンズのファン。
- 高校生の時には野球部のマネージャー。スコアブックを付けられる。
- 特技は書道。生徒に教えられるくらいの腕前。
- 趣味は野球観戦、マリンスポーツなど。

## 出演

### DVD
1. 歩のOL日記-僕らの妄想-（イーネット・フロンティア、2006年）
2. Pretty Vacation（竹書房、2006年）